# Sympistis chorda
Sympistis chorda là một loài bướm đêm thuộc họ Noctuidae. Loài này có ở British Columbia, phía nam đến California.
Sải cánh dài khoảng 32 mm.

## Phụ loài
The following subspecies are recognised:
- Sympistis chorda chorda
- Sympistis chorda extremis